# Campionati mondiali di bob 1959
I Campionati mondiali di bob 1959, diciottesima edizione della manifestazione organizzata dalla Federazione Internazionale di Bob e Skeleton, si sono disputati a Sankt Moritz, in Svizzera sulla pista Olympia Bobrun St. Moritz–Celerina, il tracciato naturale sul quale si svolsero le competizioni del bob e dello skeleton ai Giochi di Sankt Moritz 1928 e di Sankt Moritz 1948 e le rassegne iridate maschili del 1931, del 1935, del 1937 (limitatamente al bob a quattro), del 1938 e del 1939 (solo bob a due), del 1947, del 1955 e del 1957 per entrambe le specialità maschili. La località elvetica ha ospitato quindi le competizioni iridate per la settima volta nel bob a quattro e per la sesta nel bob a due uomini.
L'edizione ha visto prevalere l'Italia che si aggiudicò una medaglia d'oro e le due d'argento sulle sei disponibili in totale, sopravanzando gli Stati Uniti con un oro e un bronzo e lasciando alla Germania Ovest un bronzo. I titoli sono stati infatti conquistati nel bob a due uomini dagli italiani Eugenio Monti e Renzo Alverà e nel bob a quattro dagli statunitensi Art Tyler, Gary Sheffield, Parker Voorhis e Thomas Butler.

## Risultati

### Bob a due uomini
| Pos. | Atleti                         | Nazione     |
| ---- | ------------------------------ | ----------- |
|      | Eugenio Monti Renzo Alverà     | Italia      |
|      | Sergio Zardini Luciano Alberti | Italia      |
|      | Art Tyler Thomas Butler        | Stati Uniti |

### Bob a quattro
| Pos. | Atleti                                                               | Nazione        |
| ---- | -------------------------------------------------------------------- | -------------- |
|      | Art Tyler Gary Sheffield Parker Voorhis Thomas Butler                | Stati Uniti    |
|      | Sergio Zardini Alberto Righini Ferruccio Dalla Torre Romano Bonagura | Italia         |
|      | Franz Schelle Eduard Kaltenberger Josef Sterff Otto Göbl             | Germania Ovest |

## Medagliere
| Posizione | Nazione        | Oro | Argento | Bronzo | Totale |
| --------- | -------------- | --- | ------- | ------ | ------ |
| 1         | Italia         | 1   | 2       | 0      | 3      |
| 2         | Stati Uniti    | 1   | 0       | 1      | 2      |
| 3         | Germania Ovest | 0   | 0       | 1      | 1      |
| Totale    | Totale         | 2   | 2       | 2      | 6      |